# Била си дужна да те нађем
„Била си дужна да те нађем“ је југословенски ТВ филм из 1967. године. Режирао га је Марио Фанели, а сценарио је писао Владимир Шегота.

## Улоге
| Глумац        | Улога |
| ------------- | ----- |
| Вера Чукић    |       |
| Миша Јанкетић |       |
| Гојко Шантић  |       |